# Maninghen-Henne
Maninghen-Henne és un municipi francès situat al departament del Pas de Calais i a la regió dels Alts de França. L'any 2007 tenia 304 habitants.

## Demografia

### Població
El 2007 la població de fet de Maninghen-Henne era de 304 persones. Hi havia 102 famílies de les quals 8 eren unipersonals (4 homes vivint sols i 4 dones vivint soles), 35 parelles sense fills, 51 parelles amb fills i 8 famílies monoparentals amb fills.
La població ha evolucionat segons el següent gràfic:
Habitants censats

### Habitatges
El 2007 hi havia 108 habitatges, 101 eren l'habitatge principal de la família, 5 eren segones residències i 2 estaven desocupats. Tots els 108 habitatges eren cases. Dels 101 habitatges principals, 91 estaven ocupats pels seus propietaris, 10 estaven llogats i ocupats pels llogaters i 1 estava cedit a títol gratuït; 1 tenia tres cambres, 15 en tenien quatre i 86 en tenien cinc o més. 91 habitatges disposaven pel capbaix d'una plaça de pàrquing. A 32 habitatges hi havia un automòbil i a 67 n'hi havia dos o més.

### Piràmide de població
La piràmide de població per edats i sexe el 2009 era:
| Homes | Edats   | Dones |
| ----- | ------- | ----- |
| 0     | 95 o +  | 0     |
| 0     | 90 a 94 | 0     |
| 0     | 85 a 89 | 0     |
| 4     | 80 a 84 | 0     |
| 0     | 75 a 79 | 0     |
| 0     | 70 a 74 | 4     |
| 0     | 65 a 69 | 0     |
| 12    | 60 a 64 | 4     |
| 8     | 55 a 59 | 12    |
| 20    | 50 a 54 | 12    |
| 4     | 45 a 49 | 20    |
| 24    | 40 a 44 | 0     |
| 12    | 35 a 39 | 28    |
| 12    | 30 a 34 | 16    |
| 4     | 25 a 29 | 4     |
| 4     | 20 a 24 | 4     |
| 8     | 15 a 19 | 24    |
| 12    | 10 a 14 | 32    |
| 24    | 5 a 9   | 12    |
| 0     | 0 a 4   | 4     |

## Economia
El 2007 la població en edat de treballar era de 219 persones, 151 eren actives i 68 eren inactives. De les 151 persones actives 143 estaven ocupades (79 homes i 64 dones) i 8 estaven aturades (3 homes i 5 dones). De les 68 persones inactives 19 estaven jubilades, 35 estaven estudiant i 14 estaven classificades com a «altres inactius».

### Ingressos
El 2009 a Maninghen-Henne hi havia 110 unitats fiscals que integraven 337 persones, la mediana anual d'ingressos fiscals per persona era de 21.503 €.

### Activitats econòmiques
Dels 11 establiments que hi havia el 2007, 3 eren d'empreses de construcció, 4 d'empreses de comerç i reparació d'automòbils, 1 d'una empresa de transport, 1 d'una empresa d'hostatgeria i restauració i 2 d'entitats de l'administració pública.
Dels 4 establiments de servei als particulars que hi havia el 2009, 2 eren fusteries, 1 electricista i 1 restaurant.
L'únic establiment comercial que hi havia el 2009 era una peixateria.
L'any 2000 a Maninghen-Henne hi havia 6 explotacions agrícoles que ocupaven un total de 288 hectàrees.

## Poblacions més properes
El següent diagrama mostra les poblacions més properes.